# Georges Spillmann
Le général Georges-Joseph-Roger-André Spillmann, né le 31 juillet 1899 à Saint-Lunaire (Ille-et-Vilaine), décédé le 23 juin 1980 à Niort (Deux-Sèvres), était un militaire et écrivain français.

## Biographie
Georges Spillmann est né le 31 juillet 1899, à Saint-Lunaire en Ille-et-Vilaine. À la sortie de l'École de Saint-Cyr, il part, en 1920, comme volontaire pour le service des renseignements et des affaires indigènes, au Maroc et sert sous les ordres du maréchal Lyautey, puis du général Noguès. En 1943, il est choisi comme directeur du cabinet par le nouveau gouverneur général de l'Algérie nommé par le général de Gaulle, le général Catroux. Il prend part, en 1944, aux travaux de la conférence de Brazzaville, puis il est chargé d'une mission diplomatique en Irak, en 1944, avec le titre de ministre plénipotentiaire. En 1945, il devient secrétaire général du comité interministériel de l'Afrique du Nord, auprès du général de Gaulle, dans un premier temps puis des présidents successifs du conseil des ministres, Félix Gouin et Georges Bidault.
Il est ensuite affecté en Indochine, à l'état-major du général De Lattre de Tassigny. Nommé général de brigade en 1950, il devient chef de la mission militaire française au Vietnam. En 1954, il est en poste à Constantine en Algérie. En 1955, il est chargé de «mettre en place un réseau d'administrateurs et d'officiers pour mener l'action politique et la recherche du renseignement». Nommé général de division et conseiller militaire d'Edgar Faure, président du conseil, dans la seconde partie des années 1950, il devient, le 31 juillet 1959, officier de réserve.
Il épouse l'avocate et femme de lettres Suzanne Blum, en 1967. Il est élu membre de l'Académie des sciences d'outre-mer en 1973.
Il a aussi publié sous le nom de Georges Draque.

## Distinctions
- Grand officier de la Légion d'honneur[3]
- Grand-croix de l'ordre national du Mérite
- Croix de guerre 1939–1945
- Croix de guerre des Théâtres d'opérations extérieurs
- Croix du combattant volontaire
- Médaille coloniale
- Prix Broquette-Gonin (1973)[3]

## Ouvrages
- Les Ait Atta du Sahara et la pacification du Haut Dra, Publication de l’Institut des Hautes Études Marocaines, t. XXIX, Rabat, 1936[8]
- Villes et tribus du Maroc, vol. IX. Tribus berbères, Districts et tribus de la haute vallée du Dra. Honoré Champion éditeur, Paris, 1931
- Esquisse d'histoire religieuse du Maroc : les zaouias et les confréries marocaines, 1945
- Du protectorat à l'indépendance : Maroc, 1912-1955, Plon, 1967
- Souvenirs d'un colonialiste, 1968[9]
- Les Cas de conscience de l'Officier, Perrin, 1970
- Napoléon III prophète méconnu, 1972, qui remporte le Prix Broquette-Gonin.
- De l'Empire à l'Hexagone - Colonisation et Décolonisation, 1981